# Io sono una finestra
Io sono una finestra è un brano musicale scritto da Grazia Di Michele e Raffaele Pietrangeli.

## Descrizione
Je suis comme une fenêtre è stata scritta dalla stessa Grazia Di Michele con Raffaele Petrangeli. La versione in italiano della canzone, Io sono una finestra, è stata presentata al Festival di Sanremo 2015, dove si è classificata al 16º posto, cantata dalla stessa Grazia Di Michele in coppia con Mauro Coruzzi, in arte Platinette, ed è stata pubblicata sia nell'album Il mio blu della Di Michele, sia nella compilation Super Sanremo 2015.
La cantautrice ha dichiarato: Questo brano l'ho scritto un paio di anni fa pensando al percorso di travaglio interiore di Mauro Coruzzi. È un brano contro i pregiudizi, in particolar modo contro quelli omofobici.
Una versione in francese del brano con testo riadattato da Catherine Spaak, cantata sempre da Grazia Di Michele e Mauro Coruzzi, è stata realizzata all'indomani degli attentati di Parigi del 13 novembre 2015 e pubblicata nel CD singolo Je suis comme une fenêtre dall'etichetta discografica NAR International.

## Formati
- 2015 - Grazia Di Michele e Mauro Coruzzi Il mio blu (NAR, CD)
- 2015 - Grazia Di Michele e Mauro Coruzzi Je suis comme une fenêtre (NAR International, CD single)
- 2015 - AA.VV. Super Sanremo 2015 (RCA/Sony Music, CD)

## Video musicale

Screenshot del videoclip del brano

Dal brano è stato girato un videoclip diretto da Clarissa Cappellani.

## Riconoscimenti
- Premio Lunezia
  - per il testo[3]
- Premio "Le cento radio"
  - Migliore interpretazione

Inoltre è stato il secondo brano più votato dalla critica per l'assegnazione del Premio Mia Martini.

## Influenze
Io sono una finestra ha avuto grossa eco ed è stata fonte di ispirazione per numerosi eventi culturali e produzioni artistiche, tra cui:
- A Orvieto nel 2015 è stata inaugurata una manifestazione intitolata Oltre la finestra, con un'esposizione d'arte ispirata al brano.
- A maggio 2016 Grazia Di Michele ha prodotto lo spettacolo teatrale Io non so mai chi sono, che la vede di nuovo a fianco di Mauro Coruzzi: si tratta di una recita che ha come tema l'identità e la sua perdita.[4]
- Nell'estate del 2016 il regista colombiano Leonardo Serrani pubblica Dietro la finestra, un cortometraggio che ripercorre la storia del brano attraverso immagini esclusive girate nel backstage di un tour estivo di Grazia Di Michele.